# 歷史神學
歷史神學是基督教神學的一個研究範疇。歷史神學可以分為兩個層面：教會歷史和神學歷史。
另外，「歷史神學」是一種特殊史觀持有者的立場表白，其揭示該論者將上帝視為歷史的主題。「歷史神學」可以拿來與「歷史哲學」或「歷史科學」等不同的史觀做比較。

## 歷史神學分類
- 教會歷史。回顧過去兩千年的教會歷史，教會內發生過的事情和歷代教會人物，所帶來的影響。
- 神學歷史。回顧基督教信仰在歷史中所流傳、整理和傳播的過程。